# Jipocar Czech National Team

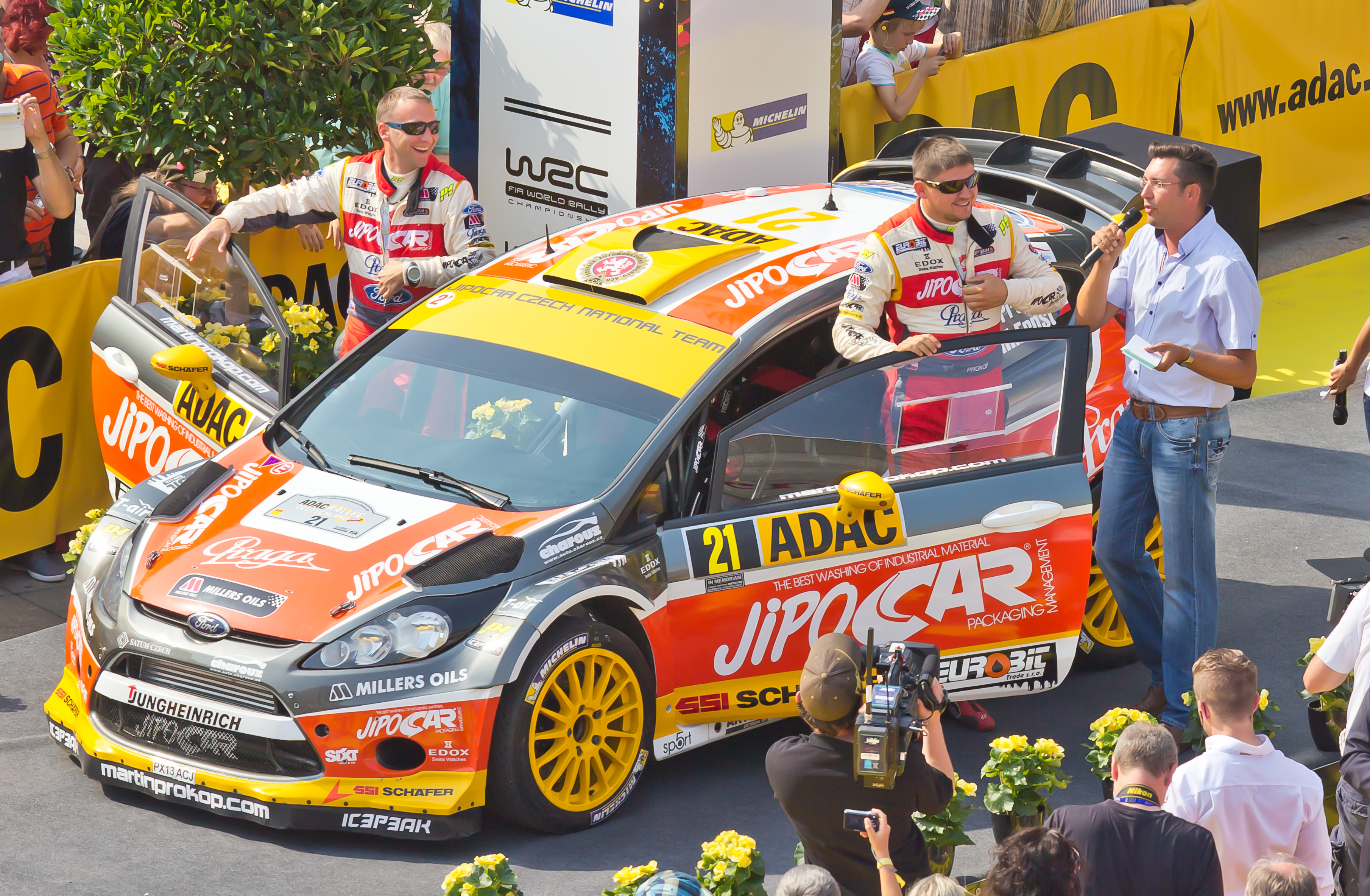
Rallye d'Allemagne 2013, Cologne, Allemagne.

Jipocar Czech National Team est une écurie automobile tchèque participant au WRC depuis 2010, avec comme pilote le Tchèque Martin Prokop. L'équipe fait ses débuts en WRC en 2010 mais ne devient éligible au Championnat Constructeurs qu'en 2013.

## Histoire
L'écurie grandit avec son pilote fétiche, Martin Prokop. En 2010, l'équipe participe au Championnat du monde des rallyes junior (JWRC) puis au Championnat du monde des rallyes - 3 (PWRC). Elle fait ses débuts sous le nom de Czech Ford National Team lors du Championnat du monde des rallyes 2010. Le constructeur et Prokop participent au Championnat du monde des rallyes - 2. Pour la saison 2011, l'équipe passe à la vitesse supérieure en roulant sur une Ford Fiesta RS WRC mais le constructeur tchèque n'est toujours pas éligible pour le championnat constructeurs. En 2012, l'écurie garde la même formule. C'est à partir du Rallye de Suède 2013 que l'équipe devient éligible pour le championnat des constructeurs.
En 2014, l'équipe engage une deuxième voiture sur certains rallyes. Cette deuxième voiture participe aux rallyes sous le nom de Slovakia World Rally Team. Quoi qu'il en soit, cette deuxième voiture n'est pas éligible pour le championnat constructeurs. Lors de la saison 2015, malgré le manque de soutien de la fédération tchèque, Jipocar reste engagé en WRC comme écurie privée.

## Résultats complets en WRC
| Saison | Voiture            | Pilote Copilote            | Manches | Manches | Manches | Manches | Manches | Manches | Manches | Manches | Manches | Manches | Manches | Manches | Manches | Classement final du pilote | Points | Classement final de l'écurie | Points |
| Saison | Voiture            | Pilote Copilote            | 1       | 2       | 3       | 4       | 5       | 6       | 7       | 8       | 9       | 10      | 11      | 12      | 13      | Classement final du pilote | Points | Classement final de l'écurie | Points |
| ------ | ------------------ | -------------------------- | ------- | ------- | ------- | ------- | ------- | ------- | ------- | ------- | ------- | ------- | ------- | ------- | ------- | -------------------------- | ------ | ---------------------------- | ------ |
| 2013   | Ford Fiesta RS WRC | Martin Prokop Michal Ernst | MON 7   | SUÈ 7   | MEX 9   | POR 7   | ARG 10  | GRÈ 7   | ITA 5   | FIN Ret | ALL 4   | AUS     | FRA Ret | ESP 7   | GBR     | 9e                         | 63*    | 6e                           | 57*    |

- — L'écurie fut éligible à partie du Rallye de Suède.